# San Carlos (Antioquia)
San Carlos es un municipio de Colombia, localizado en la subregión Oriente del departamento de Antioquia. Limita por el norte con los municipios de San Rafael, San Roque y Caracolí, por el este con el municipio de Puerto Nare, por el sur con los municipios de Puerto Nare y San Luis y por el oeste con los municipios de Granada y Guatapé.

## Historia
El capitán español Francisco Núñez Pedroso es el descubridor del Valle de San Carlos, en cuyas inmediaciones Francisco Lorenzo de Rivera fundaría luego, en 1786, la población de San Carlos de Priego, con este nombre en honor del Rey Carlos III de España, de lo cual informaría a la Corona el visitador de Antioquia Antonio Mon y Velarde.
Los indígenas y sus descendientes fabricaron en la comarca innumerables piezas de oro y alfarería, las cuales se han ido encontrando en estos terrenos en guacas y cementerios de los aborígenes.
La colonización de la región comenzó en 1786, cuando se otorgó permiso oficial para realizar la fundación del nuevo municipio. Hay evidencias de que en el lugar que hoy ocupa existió allí otro poblado de nombre Santa Águeda de la Teta, que fue incendiada por una vecina. En efecto se han hallado enterradas muchas piezas de construcción y elementos variados que parecen confirmar esta hipótesis, pero aún falta evidencia para asegurarlo.
La población se erigió en municipio en 1830, y comenzó a partir de esta fecha una época de crecimiento y prosperidad para la localidad, que duró hasta principios del siglo XX cuando el paso por la población dejó de ser ruta obligada desde Medellín al río Magdalena. 
La violencia bipartidista que causó muerte, dolor, rezago económico y destrucción del tejido social en todo el país, también dejó en San Carlos su marca. Posteriormente la población se vio nuevamente afectada por la instalación autoritaria de un complejo hidroeléctrico que ocasionó lo que algunos historiadores locales han interpretado como el primer desplazamiento, entiéndase del momento económico inaugurado por estos mismos megaproyectos. La población creció vertiginosamente como consecuencia de la inmigración que generó la necesidad de mano de obra. Esto desencadenó consecuencias sociales imprevistas que llevaron a la agudización de conflictos urbanos y rurales que fueron la antesala de una respuesta estatal y paraestatal de exterminio y exilio, en la que los movimientos sociales y cívicos fueron objetivos militares. Uno de los movimientos sociales que surgieron en este periodo, no solo en San Carlos sino en el oriente antioqueño fue el movimiento cívico, que es hoy en día reconocido como una de las víctimas colectivas del conflicto armado colombiano. En el municipio tuvieron presencia las guerrillas del ELN,  FARC, el grupo paramilitar MAS y posteriormente los bloques héroes de granada y metro de las AUC. El ejército colombiano y la policía fueron cómplices directos de las fuerzas paramilitares en ambos momentos de máxima intensidad de la guerra, tanto en la década de los 80 como la de los 90. Después de varios procesos de paz que el Estado Colombiano llevó a cabo con grupos a nivel nacional, el municipio logró recuperar cierta calma. De las cerca de 45000 personas que el municipio tenía antes del conflicto armado, en el peor momento de la guerra quedaron cerca de 3000. Actualmente la población ha retornado lentamente y según el último censo oficial, no se ha recuperado ni la mitad del número previo y su tejido social no se recupera.

## Generalidades
- Fundación: El 14 de agosto de 1786
- Erección en municipio, 1830
- Fundador, Francisco Lorenzo de Rivera.

Posee 6 ríos: Nare, Samaná del norte, Guatapé, San Carlos, Calderas y San Miguel; además de 7 cuencas de las que se desprenden 76 quebradas repartidas en sus 78 veredas, entre ellas La Chorrera, La Mirandita, Dosquebradas, El Capotal, Las Flores, Las Palmas, Cañaveral, Guadualito, El Tabor, El Chocó y El Contento.
De esta enorme riqueza hídrica se dan las condiciones para la generación de un alto porcentaje de la energía a nivel nacional alrededor del 20% de la electricidad del país, desde las hidroeléctricas de Punchiná, Playas y Calderas de San Carlos. 
Posee uno de los paisajes más bellos de Colombia. Es un municipio muy rico en agua. Sus atractivos son sus cascadas, piscinas naturales, y su notable biodiversidad. Viven allí muchas especies silvestres, algunas de ellas endémicas.
San Carlos se ha convertido en un lugar turístico para quienes gustan del bosque y el agua, además de que los San Carlitanos son personas muy amables y acogedoras. Dicen que quien se visita San Carlos siempre quiere volver.
San Carlos es conocido con los apelativos de Capital Hidroeléctrica de Colombia, por la cantidad de embalses e hidroeléctricas que posee, y Paraíso Turístico de Antioquia, por la enorme riqueza de bosques, aguas y de fauna y flora. En la actualidad cientos de personas que fueron víctimas de desplazamiento de las Fuerzas Armadas Revolucionarias de Colombia (FARC) y de las Autodefensas Unidas de Colombia (AUC) han regresado al municipio, especialmente a la zona rural.

## División Político-Administrativa
Su Cabecera municipal tiene en su periferia los centros poblados: Dosquebradas, La Hondita y Vallejuelos.

### Corregimientos
San Carlos tiene bajo su jurisdicción varios centros poblados, que en conjunto con otras veredas, constituye los siguientes corregimientos:
| Corregimiento    | Centros Poblados         | Veredas                                                                                          |
| El Jordán        | - El Jordán              | La Luz, El Tigre, Tinajas, Las Frías, Llanadas, Ilusión, Portugal, La Cascada, Paraguas, Juanes. |
| Puerto Garza     | - Puerto Garza (Narices) | La Ciénaga, Pocitos, La Garrucha, Guadalito.                                                     |
| Samaná del Norte | - Samaná del Norte       | Quebradón, Las Flores, Miraflores, Peñol Grande, Santa Bárbara, Norcasia, Samaná, Prado.         |

## Símbolos

### Bandera
La bandera del municipio de San Carlos la ideó el PADRE JULIO NOREÑA, ilustre Sacerdote nacido el 15 de marzo de 1898 en Marinilla-Antioquia, en el hogar formado por don Ildefonso Noreña G. y Doña Sofía Gómez. Fue ordenado Sacerdote por Monseñor Caicedo el 2 de abril de 1927, cantó su primera misa en la Iglesia de la América en Medellín, en 1933 regía los destinos de esta parroquia donde permaneció por espacio de 7 años como párroco de la localidad, este ilustre levita se incrustó en la historia y el corazón de los sancarlitanos.
La bandera está formada por dos franjas de igual ancho; en la parte superior de color blanco que significa paz y la parte inferior de color rojo que significa amor; aunque no existe acuerdo del Concejo Municipal de San Carlos que así lo determine, esta es reconocida por toda la comunidad.

### Escudo
El escudo fue diseñado y dibujado por don Julio Parra Rivera; el cual consta de: un labrador portando en una mano una herramienta de labrado, a su lado en el suelo, un canasto lleno de frutos que simbolizan el fruto de su trabajo, una mujer con los ojos vendados que representan la fe. Ambos están parados en un valle, el cual es atravesado por un río; en la parte superior al fondo la piedra del Tabor y una cinta donde se lee Fe y Trabajo.
El escudo de San Carlos fue reconocido por el acuerdo N.º 6 del 7 de enero de 1961 del Concejo Municipal; mediante el cual se adoptan como oficiales el himno de San Carlos y el escudo, donde aclara que se han conservado por tradición por más de 20 años.

## Demografía
Población Total: 16 247 hab. (2018)
- Población Urbana: 7 362
- Población Rural: 8 885

Alfabetismo: 99.3% (2005)
- Zona urbana: 97.2%
- Zona rural: 92.9%

### Etnografía
Según las cifras presentadas por el DANE del censo 2005, la composición etnográfica del municipio es: 
- blancos (98,7%)
- Afrocolombianos (1,3%)

## Vías de comunicación
Posee comunicación por carretera asfaltada con los municipios de San Rafael y Granada. Y carretera sin asfaltar con los municipios de Puerto Nare y San Luis

## Economía
- Complejos Hidroeléctricos. Que Generan el 20% de la energía Eléctrica del país.
- Turismo ecológico, con gran variedad de atractivos, desde innumerables cascadas, ríos y quebradas, pasando por sitios para pescar, bosques con especies endémicas, gran cantidad de balnearios, belleza paisajística sin igual, deportes extremos, hidroeléctricas y embalses.
- Agricultura: Café, Maíz, Caña.
- Maderas .
- Ganadería de Engorde.,.
- Agroturismo.

## Fiestas
- Fiestas del Agua en la segunda semana de agosto.
- Fiestas del Arriero en la última semana de junio e inicio de julio en el corregimiento El Jordán
- Fiesta de Nuestra Señora de los Dolores
- Fiestas del Retorno
- Juegos por la Paz y la integración del oriente antioqueño en la segunda semana de mayo.
- Fiestas de la Virgen del Carmen, 16 de julio
- Navidad Comunitaria.
- Fiestas del Bocachico en enero en el corregimiento de Puerto Garza (Antioquia)
- Fiestas del Bosque y la Ganadería en noviembre en el corregimiento de Samana (Antioquia)

## Sitios de interés
- Embalses de Playas, Punchiná y Calderas
- Hidroeléctricas de Juanes, San Carlos, Playas y Calderas.
- Cañón de quebrada negra en la reserva natural Punchiná
- Balnearios La Planta, La Primavera, El Marino, Charco Redondo, La Natalia, Charco Solitario, entre otros.
- Sendero ecológico La Viejita, que posee 2 majestuosas cascadas con unos charcos imponentes, a 10 minutos del parque principal, posee kioscos y lugares para disfrutar de la naturaleza, y de los charcos.
- Piedra del Tabor, a 5 minutos del parque principal, pasa por la cascada llamada Pasitos del niño Dios pues pareciería que un niño hubiese dejado huellas en la misma, desde allí se posee una vista espectacular. Se encuentra a 5 km del parque principal. Es la piedra o formación geológica más grande de Antioquia .
- Cascadas de los Patios, son 3 majestuosas caídas de agua, de aproximadamente 10 metros cada una, se toma una desviación en el caserío que está en el sendero ecológico de la Viejita.
- Iglesia de Nuestra Señora de los Dolores
- Plaza de Bolívar, sin duda, la más hermosa de Antioquia, es muy grande y majestuosamente arborizada.
- Granja autosuficiente La Chirría
- Estación Piscícola, con lugares aptos para quienes gustan de la pesca
- Quebrada la Chorrera, posee una caída de agua de alrededor de 750 metros por roca caliza y además en muchos tramos tonalidades de agua verde transparente, y múltiples charcos, en una caminada rodeada de selva, se llega después de 3 horas, al charco del amigo, donde una piedra en forma de baño recibe al turista.
- Cascada de la Callera, posee varias cascadas, entre ellas una de 70 metros aproximadamente.
- Corregimiento El Jordán con quebradas que poseen amplios charcos y lugares aptos para la pesca.
- Corregimiento Narices.
- Pesca en el río Samaná Norte, en el corregimiento Samaná.
- Paisajes por el clima caliente y la variedad de plantas y animales, posee uno de los paisajes más lindos de Antioquia.